# Gyromitra fluctuans
Gyromitra fluctuans är en svampart som tillhör divisionen sporsäcksvampar, och som först beskrevs av William Nylander och fick sitt nu gällande namn av Harri Harmaja. 
Gyromitra fluctuans ingår i släktet stenmurklor, och familjen Discinaceae. Arten är reproducerande i Sverige.